# Соколя-Гура (Згерський повіт)
Соколя-Гура (пол. Sokola Góra) — село в Польщі, у гміні Паженчев Згерського повіту Лодзинського воєводства.